# Congosto (kommunhuvudort)
Congosto är en kommunhuvudort i Spanien.   Den ligger i provinsen Provincia de León och regionen Kastilien och Leon, i den nordvästra delen av landet, 300 km nordväst om huvudstaden Madrid. Congosto ligger 689 meter över havet och antalet invånare är 1 656.
Terrängen runt Congosto är varierad. Runt Congosto är det ganska glesbefolkat, med 24 invånare per kvadratkilometer. Närmaste större samhälle är Ponferrada, 10,0 km sydväst om Congosto. 